# Peșteana-Jiu
Peșteana-Jiu – wieś w Rumunii, w okręgu Gorj, w gminie Bâlteni. W 2011 roku liczyła 1979 mieszkańców.